# سمندر دهان‌کوچک
سمندر دهان‌کوچک (نام علمی: Ambystoma texanum) نام یک گونه از سرده سمندر زیرزمینی است.